# Burg Wildentierberg
Die Burg Wildentierberg ist der Rest einer Höhenburg auf dem 953,6 m ü. NN hohen „Kugelbergle“, etwa 1000 Meter östlich der Klosterkirche von Margrethausen, einem Stadtteil von Albstadt im Zollernalbkreis in Baden-Württemberg.

## Geschichte
Die Burg wurde in der ersten Hälfte des 13. Jahrhunderts von den Herren von Tierberg erbaut, 1313 erwähnt und um 1400 aufgegeben. Die Burg Wildentierberg gehört zu einer Burgengruppe der Tierberger Herrschaft, die neben der der Stammburg Altentierberg aus den Burgen Hossingen, Neuentierberg und eventuell der Burg Meßstetten besteht. 1370 kam die Herrschaft Meßstetten an die Wildentierberger Linie.
Die Brüder Hans Rudolf und Hans Konrad von Tierberg von der Wildentierberg beurkunden eine Übereinkunft wegen der geistlichen Lehen zu Ebingen, Lautlingen, Margrethausen und Meßstetten (Stetten). 1373 nennt sich ein Ritter Hansen von der Wildentierberg. 1522 erwirbt Hans Conrad von Tierberg von Wildentierberg Grundstücke vom Kloster Wittichen in Margrethausen.
Durch die Heirat einer Wildentierberger Tochter Anna von der Wildentierberg mit Conrad von Hölnstein kam die Herrschaft Meßstetten an diesen. Spätere Besitzer waren auch die Grafen von Stauffenberg. 1931 wurden Grundmauern auf der Burgfläche durch den Burgenmaler Konrad Albert Koch in Zusammenarbeit mit dem Lautlinger Pfarrer Albert Pfeffer freigelegt und entsprechend festgehalten.

## Beschreibung
Die ehemalige Burganlage verfügte über eine ovale Kernburg mit einem Bergfried in der Südecke der Anlage, eine Vorburg und Abschnittsgraben. Der Bergfried hatte eine Grundfläche von 8,3 mal 8,2 Meter und eine Mauerstärke von 3,10 Meter.
Der Wirtschaftshof Ochsenhaus wird heute als Gaststätte betrieben.

## Heutige Nutzung
In den letzten Jahren wurde versucht das Gelände aufzubereiten. Um Halbtagstouristen ein attraktives Ziel zu bieten, wurden Wanderwege eingerichtet und beworben. Ein Verein kümmert sich um den Erhalt des ehemaligen Wirtschaftshof, die Wanderwege und einen Spielplatz.